# لوف مضياف
لوف مضياف (الاسم العلمي:Arum euxinum) هو نوع من النباتات يتبع جنس اللوف من الفصيلة اللوفية.